# 森布雷什蒂鄉
44°48′N 24°25′E / 44.800°N 24.417°E
森布雷什蒂鄉（羅馬尼亞語：Comuna Sâmburești, Olt），是羅馬尼亞的鄉份，位於該國南部，由奧爾特縣負責管轄，面積31平方公里，海拔高度245米，2007年人口1,296，人口密度每平方公里42人。